# Internazionali d'Italia 1933 - Singolare maschile
Il singolare maschile del torneo di tennis Internazionali d'Italia 1933, quarta edizione del torneo, ha avuto come vincitore l’italiano Emanuele Sertorio che ha battuto in finale il francese André Martin-Legeay con il punteggio di 6–3, 6–1, 6–3.

## Tabellone

### Legenda
| - Q = Qualificato - WC = Wild card - LL = Lucky loser | - ALT = Alternate - SE = Special Exempt - PR = Protected Ranking | - w/o = Walkover - r = Ritirato - d = Squalificato |

### Fase finale
|  | Quarti di finale      | Quarti di finale      | Quarti di finale      | Quarti di finale      | Quarti di finale  | Quarti di finale | Quarti di finale |  |  | Semifinali          | Semifinali          | Semifinali          | Semifinali          | Semifinali        | Semifinali        | Semifinali |   |   | Finale              | Finale              | Finale              | Finale              | Finale | Finale | Finale |  |
|  |                       |                       |                       |                       |                   |                  |                  |  |  |                     |                     |                     |                     |                   |                   |            |   |   |                     |                     |                     |                     |        |        |        |  |
|  | Giovanni Palmieri     | Giovanni Palmieri     | Giovanni Palmieri     | Giovanni Palmieri     | Giovanni Palmieri | 6                | 6                |  |  |                     |                     |                     |                     |                   |                   |            |   |   |                     |                     |                     |                     |        |        |        |  |
|  | Stefano Mangold       | Stefano Mangold       | Stefano Mangold       | Stefano Mangold       | Stefano Mangold   | 1                | 3                |  |  | Giovanni Palmieri   | Giovanni Palmieri   | Giovanni Palmieri   | Giovanni Palmieri   | 4                 | 3                 | 6          |   |   |                     |                     |                     |                     |        |        |        |  |
|  | André Martin-Legeay   | André Martin-Legeay   | André Martin-Legeay   | André Martin-Legeay   | 6                 | 4                | 6                |  |  | André Martin-Legeay | André Martin-Legeay | André Martin-Legeay | André Martin-Legeay | 6                 | 6                 | 8          |   |   |                     |                     |                     |                     |        |        |        |  |
|  | Ferruccio Quintavalle | Ferruccio Quintavalle | Ferruccio Quintavalle | Ferruccio Quintavalle | 3                 | 6                | 3                |  |  |                     |                     |                     |                     |                   |                   |            |   |   | André Martin-Legeay | André Martin-Legeay | André Martin-Legeay | André Martin-Legeay | 3      | 1      | 3      |  |
|  | Franjo Punčec         | Franjo Punčec         | Franjo Punčec         | Franjo Punčec         | Franjo Punčec     | 6                | 6                |  |  |                     |                     | Emanuele Sertorio   | Emanuele Sertorio   | Emanuele Sertorio | Emanuele Sertorio | 6          | 6 | 6 |                     |                     |                     |                     |        |        |        |  |
|  | André Merlin          | André Merlin          | André Merlin          | André Merlin          | André Merlin      | 3                | 4                |  |  | Franjo Punčec       | Franjo Punčec       | Franjo Punčec       | Franjo Punčec       | 3                 | 3                 | 2          |   |   |                     |                     |                     |                     |        |        |        |  |
|  | Emanuele Sertorio     | Emanuele Sertorio     | Emanuele Sertorio     | Emanuele Sertorio     | 6                 | 2                | 6                |  |  | Emanuele Sertorio   | Emanuele Sertorio   | Emanuele Sertorio   | Emanuele Sertorio   | 6                 | 6                 | 6          |   |   |                     |                     |                     |                     |        |        |        |  |
|  | Jean Lesueur          | Jean Lesueur          | Jean Lesueur          | Jean Lesueur          | 4                 | 6                | 4                |  |  |                     |                     |                     |                     |                   |                   |            |   |   |                     |                     |                     |                     |        |        |        |  |